# بوریاد
بوریاد (به مجاری:  Borjád) یک منطقهٔ مسکونی در مجارستان است که در ناحیه بوی واقع شده‌است.